# Sörvik, Oskarshamn
Sörvik är ett bostads- och sommarstugeområde strax söder om Oskarshamns tätort i Kalmar län i Småland. År 2015 innehöll området 76 fritidsfastigheter och ett antal bostadsfastigheter. Området sträcker sig ända ut till stranden vid Östersjön. Till orten räknas även byn Sörbo belägen väster om Applerumsvägen som genomkorsar området. Oskarshamns kommun har upprättat en detaljplan för Sörbo, med bostadstomter som tillåter nybyggnation av 15-20 villor.